# Svédország az 1956. évi téli olimpiai játékokon
Svédország az olaszországi Cortina d’Ampezzóban megrendezett 1956. évi téli olimpiai játékok egyik részt vevő nemzete volt. Az országot az olimpián 8 sportágban 58 sportoló képviselte, akik összesen 10 érmet szereztek.

## Érmesek
| Érem  | Versenyző                                                          | Sportág          | Versenyszám           |
| ----- | ------------------------------------------------------------------ | ---------------- | --------------------- |
| Arany | Sigvard Ericsson                                                   | Gyorskorcsolya   | Férfi 10 000 m        |
| Arany | Sixten Jernberg                                                    | Sífutás          | Férfi 50 km           |
| Ezüst | Bengt Eriksson                                                     | Északi összetett | Egyéni                |
| Ezüst | Sigvard Ericsson                                                   | Gyorskorcsolya   | Férfi 5000 m          |
| Ezüst | Sixten Jernberg                                                    | Sífutás          | Férfi 15 km           |
| Ezüst | Sixten Jernberg                                                    | Sífutás          | Férfi 30 km           |
| Bronz | Stig Sollander                                                     | Alpesisí         | Férfi műlesiklás      |
| Bronz | Lennart Larsson Gunnar Samuelsson Per-Erik Larsson Sixten Jernberg | Sífutás          | Férfi 4 × 10 km váltó |
| Bronz | Sonja Edström                                                      | Sífutás          | Női 10 km             |
| Bronz | Irma Johansson Anna-Lisa Eriksson Sonja Edström                    | Sífutás          | Női 3 × 5 km váltó    |

## Alpesisí
Férfi
| Versenyző      | Versenyszám      | 1. futam | 1. futam | 2. futam | 2. futam | Összesítés | Összesítés |
| Versenyző      | Versenyszám      | Idő      | Hely.    | Idő      | Hely.    | Idő        | Helyezés   |
| -------------- | ---------------- | -------- | -------- | -------- | -------- | ---------- | ---------- |
| Olle Dalman    | Műlesiklás       | 1:34,2   | 20.      | 2:03,4   | 15.      | 3:37,6     | 15.        |
| Olle Dalman    | Óriás-műlesiklás |          |          |          |          | 3:24,9     | 29.        |
| Lars Mattsson  | Lesiklás         |          |          |          |          | 3:50,4     | 32.        |
| Åke Nilsson    | Műlesiklás       | 1:39,8   | 29.      | 1:57,5   | 11.      | 3:37,3     | 14.        |
| Åke Nilsson    | Óriás-műlesiklás |          |          |          |          | 3:21,4     | 20.        |
| Hans Olofsson  | Műlesiklás       | kizárták | kizárták | kiesett  | kiesett  | kiesett    | kiesett    |
| Hans Olofsson  | Óriás-műlesiklás |          |          |          |          | kizárták   | kizárták   |
| Stig Sollander | Lesiklás         |          |          |          |          | 3:05,4     | 10.        |
| Stig Sollander | Műlesiklás       | 1:29,2   | 5.       | 1:51,0   | 3.       | 3:20,2     |            |
| Stig Sollander | Óriás-műlesiklás |          |          |          |          | 3:17,1     | 16.        |

Női
| Versenyző          | Versenyszám      | 1. futam | 1. futam | 2. futam | 2. futam | Összesítés | Összesítés |
| Versenyző          | Versenyszám      | Idő      | Hely.    | Idő      | Hely.    | Idő        | Helyezés   |
| ------------------ | ---------------- | -------- | -------- | -------- | -------- | ---------- | ---------- |
| Eivor Berglund     | Lesiklás         |          |          |          |          | 1:51,6     | 15.*       |
| Eivor Berglund     | Műlesiklás       | kizárták | kizárták | kiesett  | kiesett  | kiesett    | kiesett    |
| Eivor Berglund     | Óriás-műlesiklás |          |          |          |          | 2:04,9     | 26.        |
| Ingrid Englund     | Lesiklás         |          |          |          |          | 1:51,8     | 18.        |
| Ingrid Englund     | Műlesiklás       | kizárták | kizárták | kiesett  | kiesett  | kiesett    | kiesett    |
| Ingrid Englund     | Óriás-műlesiklás |          |          |          |          | 2:04,5     | 25.        |
| Vivi-Anne Wassdahl | Lesiklás         |          |          |          |          | 2:08,0     | 42.        |
| Vivi-Anne Wassdahl | Műlesiklás       | 1:31,2   | 35.      | 59,6     | 8.       | 2:30,8     | 28.        |
| Vivi-Anne Wassdahl | Óriás-műlesiklás |          |          |          |          | 2:06,4     | 31.        |

* - egy másik versenyzővel azonos eredményt ért el

## Bob
| Versenyző                                             | Versenyszám | 1. futam | 1. futam | 2. futam | 2. futam | 3. futam      | 3. futam      | 4. futam | 4. futam | Összesítés | Összesítés |
| Versenyző                                             | Versenyszám | Idő      | Hely.    | Idő      | Hely.    | Idő           | Hely.         | Idő      | Hely.    | Idő        | Helyezés   |
| ----------------------------------------------------- | ----------- | -------- | -------- | -------- | -------- | ------------- | ------------- | -------- | -------- | ---------- | ---------- |
| Olle Axelsson Tryggve Sundström                       | Kettes      | 1:27,15  | 15.      | 1:27,82  | 22.      | 1:26,01       | 12.           | 1:25,67  | 9.       | 5:46,65    | 17.        |
| Sven Erbs Walter Aronson                              | Kettes      | 2:29,66  | 23.      | 1:25,01  | 11.      | nem ért célba | nem ért célba | kiesett  | kiesett  | kiesett    | kiesett    |
| Olle Axelsson Ebbe Wallén Sune Skagerling Gunnar Åhs  | Négyes      | 1:18,95  | 8.       | 1:19,98  | 12.      | 1:22,75       | 20.           | 1:21,86  | 18.      | 5:23,54    | 16.        |
| Kjell Holmström Sven Erbs Walter Aronson Jan Lapidoth | Négyes      | 1:20,58  | 14.      | 1:20,32  | 15.      | 1:21,15       | 15.           | 1:21,13  | 14.      | 5:23,18    | 13.        |

## Északi összetett
| Versenyző      | Síugrás  | Síugrás  | Síugrás  | Síugrás  | Síugrás  | Síugrás  | Síugrás | Síugrás | Sífutás | Sífutás | Sífutás | Összesítés | Összesítés |
| Versenyző      | 1. ugrás | 1. ugrás | 2. ugrás | 2. ugrás | 3. ugrás | 3. ugrás | Össz.   | Össz.   | Sífutás | Sífutás | Sífutás | Összesítés | Összesítés |
| Versenyző      | Távolság | Pont     | Távolság | Pont     | Távolság | Pont     | Pont    | Hely.   | Idő     | Pont    | Hely.   | Pont       | Helyezés   |
| -------------- | -------- | -------- | -------- | -------- | -------- | -------- | ------- | ------- | ------- | ------- | ------- | ---------- | ---------- |
| Bengt Eriksson | 72,5     | 108,0    | 72,5     | 106,0    | 68,0     | (99,5)   | 214,0   | 3.      | 1:00:36 | 223,400 | 15.*    | 437,400    |            |

## Gyorskorcsolya
| Versenyző        | Versenyszám | Eredmény | Helyezés |
| ---------------- | ----------- | -------- | -------- |
| Sven Andersson   | 5000 m      | 8:16,9   | 22.      |
| Sven Andersson   | 10 000 m    | 17:13,5  | 13.      |
| Bertil Eng       | 500 m       | 42,6     | 15.      |
| Bertil Eng       | 1500 m      | 2:13,1   | 11.**    |
| Olle Dahlberg    | 5000 m      | 8:01,8   | 7.       |
| Olle Dahlberg    | 10 000 m    | 17:01,3  | 8.       |
| Sigvard Ericsson | 500 m       | 44,2     | 37.**    |
| Sigvard Ericsson | 1500 m      | 2:11,0   | 6.       |
| Sigvard Ericsson | 5000 m      | 7:56,7   |          |
| Sigvard Ericsson | 10 000 m    | 16:35,9  |          |
| Bengt Malmsten   | 500 m       | 41,9     | 7.*      |
| Bengt Malmsten   | 1500 m      | 2:14,6   | 17.      |
| Gunnar Ström     | 500 m       | 44,7     | 42.      |
| Gunnar Ström     | 1500 m      | 2:15,6   | 22.      |
| Gunnar Ström     | 10 000 m    | 17:17,0  | 15.      |
| Gunnar Sjölin    | 5000 m      | 8:06,7   | 12.      |

* - egy másik versenyzővel azonos eredményt ért el

** - két másik versenyzővel azonos eredményt ért el

## Jégkorong
| Svéd férfi jégkorongcsapat-játékoskeret                                                                          | Svéd férfi jégkorongcsapat-játékoskeret                                                           | Svéd férfi jégkorongcsapat-játékoskeret                                              |
| --- | ------------------------------------------------------------------------------------------------- | ------------------------------------------------------------------------------------ |
| - Hans Andersson-Tvilling - Stig Andersson-Tvilling - Lars Björn - Sigurd Bröms - Yngve Casslind - Stig Carlsson | - Sven Johansson - Åke Lassas - Vilgot Larsson - Lars-Eric Lundvall - Ove Malmberg - Nils Nilsson | - Holger Nurmela - Hans Öberg - Ronald Pettersson - Lars Svensson - Bertz Zetterberg |

### Eredmények
Csoportkör
C csoport
| Csapat      | M | Gy | D | V | G+ | G– | Gk  | P |
| ----------- | - | -- | - | - | -- | -- | --- | - |
| Szovjetunió | 2 | 2  | 0 | 0 | 15 | 4  | +11 | 4 |
| Svédország  | 2 | 1  | 0 | 1 | 7  | 10 | –3  | 2 |
| Svájc       | 2 | 0  | 0 | 2 | 8  | 16 | –8  | 0 |

| 1956. január 27. | Szovjetunió (URS) | 5 – 1 (1–1, 2–0, 2–0) | Svédország | Cortina d’Ampezzo |

|  |  |  |  |  |
|  |  |  |  |  |
|  |  |  |  |  |
|  |  |  |  |  |

| 1956. január 28. | Svédország (SWE) | 6 – 5 (2–3, 3–1, 1–1) | Svájc | Cortina d’Ampezzo |

|  |  |  |  |  |
|  |  |  |  |  |
|  |  |  |  |  |
|  |  |  |  |  |

Döntő csoportkör
| 1956. január 30. | Szovjetunió (URS) | 4 – 1 (1–1, 1–0, 2–0) | Svédország | Cortina d’Ampezzo |

|  |  |  |  |  |
|  |  |  |  |  |
|  |  |  |  |  |
|  |  |  |  |  |

| 1956. január 31. | Svédország (SWE) | 5 – 0 (1–0, 2–0, 2–0) | Csehszlovákia | Cortina d’Ampezzo |

|  |  |  |  |  |
|  |  |  |  |  |
|  |  |  |  |  |
|  |  |  |  |  |

| 1956. február 1. | Egyesült Államok (USA) | 6 – 1 (1–1, 2–0, 3–0) | Svédország | Cortina d’Ampezzo |

|  |  |  |  |  |
|  |  |  |  |  |
|  |  |  |  |  |
|  |  |  |  |  |

| 1956. február 3. | Kanada (CAN) | 6 – 2 (3–2, 1–0, 2–0) | Svédország | Cortina d’Ampezzo |

|  |  |  |  |  |
|  |  |  |  |  |
|  |  |  |  |  |
|  |  |  |  |  |

| 1956. február 4. | Svédország (SWE) | 1 – 1 (0–0, 1–0, 0–1) | Egyesült Német Csapat | Cortina d’Ampezzo |

|  |  |  |  |  |
|  |  |  |  |  |
|  |  |  |  |  |
|  |  |  |  |  |

Végeredmény
| Csapat                | M | Gy | D | V | G+ | G– | Gk  | P  |
| --------------------- | - | -- | - | - | -- | -- | --- | -- |
| Szovjetunió           | 5 | 5  | 0 | 0 | 25 | 5  | +20 | 10 |
| Egyesült Államok      | 5 | 4  | 0 | 1 | 26 | 12 | +14 | 8  |
| Kanada                | 5 | 3  | 0 | 2 | 23 | 11 | +12 | 6  |
| Svédország            | 5 | 1  | 1 | 3 | 10 | 17 | –7  | 3  |
| Csehszlovákia         | 5 | 1  | 0 | 4 | 20 | 30 | –10 | 2  |
| Egyesült Német Csapat | 5 | 0  | 1 | 4 | 6  | 35 | –29 | 1  |

| Csapat     | Helyezés |
| ---------- | -------- |
| Svédország | 4.       |

## Műkorcsolya
| Versenyző       | Versenyszám | Kötelező elemek   | Kötelező elemek | Kűr               | Kűr   | Összesítés                     | Összesítés                     | Összesítés                     | Összesítés                     | Összesítés                     | Összesítés                     | Összesítés                     | Összesítés                     | Összesítés                     | Összesítés                     | Összesítés                     | Összesítés        | Összesítés  | Összesítés | Összesítés |
| Versenyző       | Versenyszám | Kötelező elemek   | Kötelező elemek | Kűr               | Kűr   | Helyezési pontszámok bírónként | Helyezési pontszámok bírónként | Helyezési pontszámok bírónként | Helyezési pontszámok bírónként | Helyezési pontszámok bírónként | Helyezési pontszámok bírónként | Helyezési pontszámok bírónként | Helyezési pontszámok bírónként | Helyezési pontszámok bírónként | Helyezési pontszámok bírónként | Helyezési pontszámok bírónként | Több. hely. száma | Hely. össz. | Pont       | Helyezés   |
| Versenyző       | Versenyszám | Több. hely. száma | Hely.           | Több. hely. száma | Hely. | 1                              | 2                              | 3                              | 4                              | 5                              | 6                              | 7                              | 8                              | 9                              | 10                             | 11                             | Több. hely. száma | Hely. össz. | Pont       | Helyezés   |
| --------------- | ----------- | ----------------- | --------------- | ----------------- | ----- | ------------------------------ | ------------------------------ | ------------------------------ | ------------------------------ | ------------------------------ | ------------------------------ | ------------------------------ | ------------------------------ | ------------------------------ | ------------------------------ | ------------------------------ | ----------------- | ----------- | ---------- | ---------- |
| Alice Lundström | Női egyéni  | 9×20+             | 19.             | 7×19+             | 18.   | 16,0                           | 20,0                           | 19,0                           | 21,0                           | 21,0                           | 19,0                           | 19,0                           | 19,0                           | 15,0                           | 17,0                           | 20,0                           | 7×19+             | 206,0       | 1499,84    | 19.        |

## Sífutás
Férfi
| Versenyző                                                          | Versenyszám     | Eredmény | Helyezés |
| ------------------------------------------------------------------ | --------------- | -------- | -------- |
| Sture Grahn                                                        | 50 km           | 3:06:32  | 10.      |
| Sixten Jernberg                                                    | 15 km           | 50:14    |          |
| Sixten Jernberg                                                    | 30 km           | 1:44:30  |          |
| Sixten Jernberg                                                    | 50 km           | 2:50:27  |          |
| Lennart Larsson                                                    | 15 km           | 51:03    | 8.       |
| Lennart Larsson                                                    | 30 km           | 1:46:56  | 8.       |
| Per-Erik Larsson                                                   | 15 km           | 51:44    | 12.      |
| Per-Erik Larsson                                                   | 30 km           | 1:46:51  | 7.       |
| Inge Limberg                                                       | 50 km           | 3:10:19  | 12.      |
| Arthur Olsson                                                      | 50 km           | 3:10:03  | 11.      |
| Gunnar Samuelsson                                                  | 15 km           | 52:39    | 15.      |
| Gunnar Samuelsson                                                  | 30 km           | 1:48:23  | 11.      |
| Lennart Larsson Gunnar Samuelsson Per-Erik Larsson Sixten Jernberg | 4 × 10 km váltó | 2:17:42  |          |

Női
| Versenyző                                       | Versenyszám    | Eredmény | Helyezés |
| ----------------------------------------------- | -------------- | -------- | -------- |
| Anna-Lisa Eriksson                              | 10 km          | 40:56    | 13.      |
| Irma Johansson                                  | 10 km          | 40:20    | 7.       |
| Barbro Martinsson                               | 10 km          | 41:04    | 14.*     |
| Sonja Edström                                   | 10 km          | 38:23    |          |
| Irma Johansson Anna-Lisa Eriksson Sonja Edström | 3 × 5 km váltó | 1:09:48  |          |

* - egy másik versenyzővel azonos eredményt ért el

## Síugrás
| Versenyző       | 1. ugrás | 1. ugrás | 1. ugrás | 2. ugrás | 2. ugrás | 2. ugrás | Összesítés | Összesítés |
| Versenyző       | Távolság | Pont     | Hely.    | Távolság | Pont     | Hely.    | Pont       | Helyezés   |
| --------------- | -------- | -------- | -------- | -------- | -------- | -------- | ---------- | ---------- |
| Holger Karlsson | 76,0     | 71,5~    | 51.      | 77,5     | 104,5    | 10.      | 176,0      | 41.        |
| Bror Östman     | 76,0     | 102,5    | 15.**    | 75,5     | 102,0    | 13.*     | 204,5      | 14.        |
| Sven Pettersson | 81,0     | 109,5    | 5.       | 81,5     | 110,5    | 5.*      | 220,0      | 5.         |
| Erik Styf       | 76,0     | 102,5    | 15.**    | 75,0     | 66,5~    | 51.      | 169,0      | 44.        |

* - egy másik versenyzővel azonos eredményt ért el

** - két másik versenyzővel azonos eredményt ért el

~ - az ugrás során elesett